# Коротчаево
Коротча́ево — упразднённый рабочий посёлок в Ямало-Ненецком автономном округе России. В 2004 году включен в состав города Новый Уренгой.

## География
Район расположен в 70 км к востоку от центра Нового Уренгоя, недалеко от левого берега реки Пур, напротив впадения в него реки Большой Хадырьяхи и недалеко от впадения в него реки Ямсовей. Находится в пограничной зоне, территориально — в окружении Пуровского района.

## История
Посёлок был основан в 1977 году и назван в честь Героя Социалистического Труда Дмитрия Коротчаева. 20 декабря 1982 года получил статус рабочего посёлка в составе Пуровского района. 23 августа 1983 года передан в административное подчинение Новоуренгойскому горсовету. Законом ЯНАО от 16 декабря 2004 года рабочие посёлки Коротчаево и Лимбяяха прекратили своё существование как отдельные населённые пункты и были включены в состав города Новый Уренгой, став его отдалёнными районами.

## Транспорт
Район Коротчаево как транспортный узел расположен на автодороге «Сургут — Салехард», соединяющей Ханты-Мансийский автономный округ с административным центром Ямало-Ненецкого автономного округа, в 70 км к востоку от центра города Новый Уренгой. В 16 км севернее поселка на правом берегу реки Пур находится пгт Уренгой, связь с которым осуществляется через Пуровский мост.
Станция Коротчаево, принадлежащая Свердловской железной дороге, является самой крупной железнодорожной станцией в Ямало-Ненецком автономном округе. Также это конечная станция Северного широтного хода. В 2003 году открылся новый железнодорожный вокзал и прямое железнодорожное сообщение с Новым Уренгоем и Сургутом.
На берегу реки Пур располагается Уренгойский речной порт.

## Население
| 1989 | 2002  |
| ---- | ----- |
| 9508 | ↘6998 |